# The Lady Icenway
The Lady Icenway is een kort verhaal van de Engelse schrijver Thomas Hardy. Het werd voor het eerst gepubliceerd in het kerstnummer van het Britse geïllustreerde weekblad The Graphic, dat uitkwam op 1 december 1890. Het was het vierde verhaal uit een serie van zes onder de gezamenlijke noemer 'A Group of Noble Dames'. Deze werden alle in dit nummer opgenomen.
In de Verenigde Staten werden deze verhalen op dezelfde manier gepubliceerd in het weekblad Harper's Weekly, zij het dat de serie in dat blad werd verdeeld over vier opeenvolgende afleveringen in november en december 1890. Dit verhaal werd afgedrukt in de derde van deze vier edities.
In 1891 verscheen de verhalenbundel A Group of Noble Dames in Groot-Brittannië en de Verenigde Staten. De eerdere zes verhalen werden er in deze uitgave tien, gepresenteerd als raamvertelling. Het onderhavige verhaal is in deze opzet het vijfde in de serie, volgend op Lady Mottisfont. De vertelling wordt in de mond gelegd van de persoon die wordt aangeduid als 'de kerkvoogd'.
In de bundel wordt, na het vertellen van het voorafgaande verhaal, een pauze ingelast door de voorzitter van de club van heren die de geschiedenissen aan elkaar vertellen. Het is laat in de middag geworden en derhalve tijd voor het diner. Allen trekken zich terug naar hun eigen herberg of logement. In de avond wordt de zitting voortgezet voor diegenen die daar belangstelling voor hebben. Enkele van de leden houden het voor gezien, maar het gezelschap is nog groot genoeg voor een aangename voortzetting, waarbij de flessen en glazen op tafel komen.
De verteller plaatst het verhaal in de regeringsperiode van George III. De locatie is zoals gewoonlijk gelegen in Hardy's fictieve graafschap Wessex, in dit geval in een bosrijke omgeving halverwege tussen Bristol en Wintoncester (Winchester).

## Het verhaal
Maria Heymere is een uitermate mooie jonge vrouw van omstreeks negentien jaar oud, met een trots en zelfverzekerd karakter. Als wees woont zij in het landhuis van haar oom, die haar grotendeels met rust laat. Op een dag maakt zij kennis met een gepassioneerde jongeman genaamd Anderling, die op bezoek is bij een kennis in de buurt. Hij is van oorspronkelijk Nederlandse afkomst en bezit een aantal plantages in Guyana, waardoor hij een welgesteld man is. Halsoverkop verliefd geworden stelt hij zijn thuisreis uit, maakt Maria het hof en trouwt al snel met haar. Na korte tijd reizen zij af richting Guyana, maar in Paramaribo aangekomen doet hij haar de bekentenis dat hij eerder getrouwd is met een vrouw uit Quebec, die een slechte inborst bleek te hebben en van wie hij vermoedt dat ze niet meer in leven is. De trotse Maria is verontwaardigd en de van berouw vervulde Anderling zegt toe haar een fiks geldbedrag te schenken en te voldoen aan haar eis om uit haar leven te verdwijnen. Hij wordt geacht te zijn overleden zodat zij als weduwe kan terugkeren naar Engeland. Daar trekt zij weer in bij haar oom en heeft de sympathie van de mensen in de omgeving. Binnen enkele maanden bevalt zij daar van een zoon. Na verloop van tijd maakt zij kennis met Lord Icenway, een oudere edelman, met wie zij in het huwelijk treedt en verhuist naar zijn residentie, waar niemand haar kent. Op een dag ontvangt zij daar bericht van Anderling die meldt dat zijn eerdere vrouw in Quebec is overleden en dat hij wil terugkeren om het met haar in orde te maken. Zij ontmoet hem bij zijn aankomst in Southampton, een ontmoeting waarbij hij nog verliefder op haar wordt dan hij al was. Zij vertelt hem de waarheid en wijst hem dus af, met het hernieuwde verzoek het daarbij te laten. Teleurgesteld vertrekt hij opnieuw naar het buitenland. Op een winterdag keert hij echter opnieuw terug, arm en berooid, doordat hij in zijn verdriet zijn fortuin heeft vergokt. Zijn liefde is echter toegenomen, ook voor zijn zoon, die hij nog nooit heeft gezien. Op zijn herhaald verzoek mag hij de jongen even zien terwijl die slaapt. Al deze ontmoetingen vinden plaats  buiten het medeweten van haar man, die vaak afwezig is voor sport- en jachtactiviteiten. Bovendien is de liefde van Lord Icenway bekoeld, omdat zij hem geen erfgenaam schenkt.

Verdrietig maar geduldig verdiept Anderling zich in de finesses van de tuinbouw en het tuinonderhoud en weet gewapend met die kennis na een half jaar een baantje te bemachtigen in dienst van Icenway, met het doel in de buurt van de zijn zoon te kunnen zijn.  Meer dan twee jaar verlopen op die manier, waarna Anderling ernstig ziek wordt. Maria bezoekt hem in zijn huisje en fluistert hem blozend iets in, maar hij is zo verzwakt dat hij haar verzoek niet meer kan inwilligen en hij sterft enkele dagen later. Lord Icenway wordt met het groeien van de jaren almaar gemelijker en vraagt zich hardop af waarom Maria haar eerste man wel een zoon heeft kunnen schenken en hem niet. Waarop Maria treurig verzucht: "Had ik daar nu maar eerder aan gedacht!"